# تن بروک (آلاباما)
تن بروک (به انگلیسی: Ten Broeck) یک منطقهٔ مسکونی در ایالات متحده آمریکا است که در شهرستان دیکلب، آلاباما واقع شده‌است. تن بروک ۳۶۲ متر بالاتر از سطح دریا واقع شده‌است.